# Palu (Indonesia)
Palu es una localidad de Indonesia, situada en la isla de Célebes (Sulawesi en indonesio). Es capital de la provincia de Célebes Central y tiene estatus de kota.

## Geografía física
La ciudad se encuentra en la desembocadura del río Palu, en el fondo de una bahía larga y relativamente estrecha que da al estrecho de Macasar. Su posición encajonada en un valle rodeado de cadenas montañosas le confiere un clima inhabitualmente seco, a diferencia del clima húmedo y tropical del resto de la isla.

## Historia
Antes de la colonización europea, varios pequeños reinos cohabitaban en la región de Palu. Los más importantes eran los reinos de Banawa (Donggala), Tawaeli, Palu, Dolo y Sigi (Bora-Biromaru), que más adelante se fundieron en un solo reino, el de Palu. En el siglo XVIII, los viajeros europeos cuentan que varias poblaciones de cierta importancia se extendían a lo largo de ambas orillas de la bahía de Palu, y que su valle era densamente poblado y cultivado, y contaba con varios mercados. Palu ya era una ciudad cosmopolita con una marcada vocación comercial basada en la importación y exportación de productos con otras islas indonesias del estrecho de Malaca hasta Java, Malaya y China. Los negocios, sin embargo, estaban en manos de minorías étnicas procedentes de otras islas indonesias, y sobre todo de bugis procedentes del sur de Sulawesi.
Hasta 1800, solo unos pocos navíos de la Compañía Neerlandesa de las Indias Orientales (VOC) visitaron Palu, y en 1824 los reinos de Palu y de Banawa firmaron un tratado con el gobierno neerlandés de las Indias Orientales que nombró un delegado comercial bugí en representación de la VOC. La Compañía no implantó una administración colonial hasta 1891. Los primeros viajeros europeos que desde Palu se adentraron en el interior de la provincia, el misionero protestante y etnógrafo Kruyt y el lingüista Adriani, no lo hicieron hasta 1897.

## Organización administrativa
Palu está subdividida en cuatro subdistritos o kecamatan:
- Palu Barat
- Palu Selatan
- Palu Timur
- Palu Utara

## Demografía
Palu cuenta con 335.297 habitantes, que se componen mayoritariamente de bugis y de macasareses. El grueso de la población es musulmana, y existe una pequeña minoría de cristianos. La lengua original en Palu es un dialecto del kaili (a su vez dialecto del idioma celébico), llamado ledo o ledo kaili, que se usaba tradicionalmente como lingua franca en los negocios en esa parte de Célebes. Kaili sería también el nombre del pueblo indígena autóctono de Palu y sus alrededores, por lo que los habitantes de Palu se refieren a sí mismo como los kailis.

## Economía
Tradicionalmente, la pesca y el comercio marítimo son las primeras actividades de los habitantes de Palu. Las industrias y el turismo han empezado a desarrollarse recientemente.
Palu se asienta a la salida de un valle aluvial cuyas tierras fértiles favorecen la agricultura. Los cultivos principales son el arroz y el maíz, si bien la superficie cultivada de estos tiende a disminuir en beneficio de la soja y de las hortalizas. También se cultiva fruta, y tradicionalmente se cosecha y se exporta aceite de coco.
A 22 km al norte de Palu, en el margen derecho de la bahía, se encuentra su puerto marítimo, Pantoloan, que tiene tráfico de pasajeros y mercancías.
Tiene un aeropuerto, el de Mutiara (código IATA: PLW), con conexiones aéreas locales. Se encuentra a 7 km al este de la ciudad.